# ماهر عزت

صورة شخصية للمدرب ماهر عزت

ماهر عزت هو المدير الفني للمنتخب المصري لرفع الأثقال في دورة الألعاب البارالمبية 2012 مواليد مركز فاقوس محافظة الشرقية.

## إنجازات
حصل المنتخب المصري لرفع الأثقال في دورة الألعاب البارالمبية 2010 و التي استضافتها ماليزيا على 11 ميدالية:
- 5 ميدالية ذهبية.
- 2 ميدالية فضية.
- 4 ميدالية برونزية.

حصل المنتخب المصري لرفع الأثقال في دورة الألعاب البارالمبية 2012 و التي استضافتها لندن على 11 ميدلية:
- 4 ميدالية ذهبية.
- 3 ميدالية فضية.
- 4 ميدالية برونزية.